# Leiocassis hosii
Leiocassis hosii är en fiskart som beskrevs av Regan, 1906. Leiocassis hosii ingår i släktet Leiocassis och familjen Bagridae. Inga underarter finns listade i Catalogue of Life.